# Moralane
Moralane est une ville du Botswana.